# Parcoblatta virginica
Parcoblatta virginica är en kackerlacksart som först beskrevs av Brunner von Wattenwyl 1865.  Parcoblatta virginica ingår i släktet Parcoblatta och familjen småkackerlackor. Inga underarter finns listade i Catalogue of Life.